# Alberto Caroncini
Alberto Caroncini (Roma, 21 febbraio 1883 – Monte Calvario, 3 novembre 1915) è stato un giornalista ed economista italiano.

## Biografia
Figlio di Gustavo Caroncini e Giovanna Biasioli, una famiglia di ceto medio di origine veneta, nel 1897 prese parte a un congresso universitario socialista a Pisa e, nel 1901, entrò a far parte dei giovani liberali capeggiati da Giovanni Borelli, accostandosi inoltre alle tesi dell'irredentismo italiano.
Frequentò il Banco di Napoli fra il 1902 e il 1903, anno in cui si laureò all'Università degli Studi di Roma "La Sapienza"; nel 1904 entrò all'ufficio del lavoro diretto da Giovanni Montemartini del Ministero dell'agricoltura, dell'industria e del commercio e nel 1905 conseguì il perfezionamento in economia politica alla Sapienza.
Collaboratore de Il Regno di Enrico Corradini, si associò alla rivista Critica e azione, diretta da Giulio Bergmann, la quale nel 1910 confluì ne La libertà economica, nella cui redazione c'erano Tullio Martello, Edoardo Giretti, Paolo Orano, Nino Massimo Fovel, Oliviero Zuccarini, Nello Quilici, diretti da Alberto Giovannini, la cui linea editoriale era l'antigiolittismo e la libertà economica.
Nello stesso anno a Firenze Caroncini prese parte al congresso fondativo dell'Associazione Nazionalista Italiana con l'intento di instillare in quell'area politica il concetto di libertà economica. Nel 1912 abbandonò il ministero dell'agricoltura per essere nominato professore di scienze economiche della Scuola di commercio di Torino e per entrare nella redazione de Il Resto del Carlino. Nel 1914 fondò insieme a Paolo Arcari la rivista L'azione, la cui linea editoriale era il recupero della borghesia; nello stesso anno divenne vicedirettore de Il Resto del Carlino.
Con l'avvento della prima guerra mondiale la linea politica ed editoriale di Caroncini fu quella dell'irredentismo e dell'imperialismo. Partito volontario per la Grande guerra, fu dichiarato disperso sul monte Calvario nei primi giorni del novembre del 1915.

## Opere
- Alberto Caroncini, L'Italia e la futura economia balcanica, Roma, Offic. tip. Bodoni di G. Bolognesi, 1913.
- Alberto Caroncini, L'imperialismo economico inglese, Roma, Athenaeum, 1914.
- Alberto Caroncini, L'economia francese alla vigilia della guerra, Milano, L'azione, 1915.